# Martin Petrov
Martin Petrov (* 15. leden 1979) je bývalý profesionální bulharský fotbalista, který nastupoval na postu křídla, a to vlevo. Působil v klubech v Německu, Španělsku nebo Anglii.

## Klubová kariéra

### Wolfsburg
Po působení ve Švýcarsku, kde s týmem Servette FC vybojoval švýcarský domácí pohár, zamířil do německého týmu VfL Wolfsburg za 6,5 milionu eur.
V prvním ročníku za nový klub si zahrál ve 32 ligových utkáních, mezitím dokázal dát 6 gólů, připsal si též 11 asistencí. Hned dvakrát v jednom utkání se trefil 14. října 2001 na půdě 1. FC Köln, kde Vlci (jak se Wolfsburg přezdívá) vyhráli 4-0.
V ročníku 2002/03 odehrál Petrov v lize 26 utkání a vstřelil 2 branky, dále na čtyři přihrál.
V ročníku 2003/04 se trefil hned v úvodním kole, navíc přidal asistenci a pomohl k vítězství nad Bochumí 3:2.
Celkově si v Bundeslize připsal 8 branek za 28 zápasů a k tomu 9 asistencí.
V další sezóně na sebe upoutal pozornost v domácím zápase s Mainzem, kdy sám rozhodl čtyřmi góly do sítě soupeře.
Zápas skončil 4:3 pro Wolfsburg.

### Atlético Madrid
V létě 2004 zamířil do španělského celku Atlético de Madrid, kde strávil jednu a půl sezóny.

## Reprezentační kariéra
Svůj debut si Petrov odbyl v kvalifikačním utkání s Anglií (1:1), a to 9. června 1999.
Petrov si zahrál ve druhém poločase, ale jen krátce, v 58. minutě obdržel druhou žlutou kartu a musel opustit hřiště.
V létě 2004 si s Bulharskem zahrál na Euru 2004 v Portugalsku. Ve skupině s Itálií, Švédskem a Dánskem však Bulharsko nevybojovalo ani bod a s turnajem se po třech kláních rozloučilo. Petrov vstřelil jediný gól Bulharů, a to v závěrečném zápase s Itálií (2:1 pro Itálii), které nakonec turnaj také opustilo.